# Santa Llúcia de Farrera
Santa Llúcia de Farrera és una antiga església romànica del poble de Farrera, en el terme municipal del mateix nom, a la comarca del Pallars Sobirà.
Està situada en el mateix poble de Farrera. No hi ha documentació d'aquesta església abans del segle xviii. En una visita partoral del 1758, se citen dues esglésies que depenen de la parròquia de Farrera: Sant Salvador de la Serra i la capella de Casa Bigarret o Soldevila, que sens dubte es refereix a la capella de Santa Llúcia.